# アンディ・ナイマン
アンディ・ナイマン（Andy Nyman, 本名：Andrew Nyman、1966年4月13日 - ）は、イングランドの俳優、声優、テレビプロデューサー、マジシャン。レスター出身。ギルドホール音楽演劇学校卒業。
俳優、声優のほかに、テレビプロデューサーとして活躍、ジェレミー・ダイソンと共に舞台「ゴースト・ストーリーズ」を制作、ロングランヒットを記録、2017年にダイソンと共同で脚本・監督して映画化した（『ゴースト・ストーリーズ 英国幽霊奇談』）。
また、マジシャンとしても活躍、メンタリスト・ダレン・ブラウンのコンサルタントを務めている。

## 主な出演作品

### 映画
- ザ・クリミナル The Criminal (1999)
- デッドベイビーズ Dead Babies (2000)
- UPRISING アップライジング Uprising (2001) テレビ映画
- ギャングスター Played (2006)
- サヴァイヴ 殺戮の森 Severance (2006)
- ハウエルズ家のちょっとおかしなお葬式 Death at a Funeral (2007)
- ブラザーズ・ブルーム The Brothers Bloom (2008)
- ザ・トーナメント The Tournament (2009)
- ゴッド・オブ・ウォー 導かれし勇者たち Black Death (2010)
- キック・アス/ジャスティス・フォーエバー Kick-Ass 2 (2013)
- オートマタ Autómata (2014)
- ABC・オブ・デス2 ABCs of Death 2 (2014)
- アイヒマン・ショー/歴史を映した男たち The Eichmann Show (2015)
- ひつじのショーン 〜バック・トゥ・ザ・ホーム〜 Shaun the Sheep Movie (2015) アニメ映画、声の出演
- ミニオンズ Minions (2015) アニメ映画、声の出演
- 怪盗グルーのミニオン大脱走 Despicable Me 3 (2017) アニメ映画、声の出演
- ゴースト・ストーリーズ 英国幽霊奇談 Ghost Stories (2017) 脚本・監督も
- スター・ウォーズ/最後のジェダイ Star Wars: The Last Jedi (2017)
- トレイン・ミッション The Commuter (2018)
- ジュディ 虹の彼方に Judy (2019)
- ジャングル・クルーズ Jungle Cruise (2020)
- ウィキッド ふたりの魔女 Wicked (2024)

### テレビドラマ
- デッドセット Dead Set (2008) ミニシリーズ
- Psychobitches (2012, 2014)
- ピーキー・ブラインダーズ Peaky Blinders (2013)
- Ballot Monkeys (2015)
- Power Monkeys (2016) ミニシリーズ

### 舞台
- Abigail's Party  ローレンス(2012)[5]
- アサシンズ　Assassins  チャールズ・ギトー (2014-2015) [6]
- ハングメン　Hangmen  シド (2015-2016) [7]
- 屋根の上のバイオリン弾き　Fiddler on the Roof テヴィエ (2018-2019)
- ハロー・ドーリー!　Hello, Dolly!  ホレス・ヴァンダゲルダー (2020-2021)[8]

## テレビアニメ
- チャギントン Chuggington (2008-2015)
- はたらくくるま オーリーとなかまたち Olly The Little White Van (2012)
- サラとダックン Sarah & Duck (2013)